# Colias
Colias es un género de lepidópteros ditrisios de la familia Pieridae con 85 especies distribuidas por Eurasia, África, América del Norte, Central y del Sur. Presentan tonalidades amarillas, naranjas o blancas. La hibridación ocurre con frecuencia entre especies de este género.
La mayoría, o posiblemente todas las especies de este género no secuestran toxinas de las plantas. Por eso carecen de esta protección contra depredadores insectívoros, a diferencia de la mayoría de especies de la subfamilia relacionada, Pierinae. Compensan esta desventaja con su gran agilidad con la que evitan ataques.
Todas las especies del género son migratorias. La mayoría simplemente viajan hasta diferentes alturas de las montañas en busca de brotes nuevos para sus larvas y de néctar. Otras tienen migraciones mucho más largas, como Colias croceus que emigra desde el norte de Europa hasta el norte de África. Colias philodice emigra en los Estados Unidos.
Hay más de 80 especies, la mayoría se encuentran en praderas templadas o tundra subártica.

## Especies
- Colias adelaidae
- Colias aegidii
- Colias alfacariensis
- Colias alpherakii
- Colias alexandra
- Colias aquilonaris
- Colias arida
- Colias audre
- Colias aurorina
- Colias baeckeri
- Colias balcanica
- Colias behrii
- Colias berylla
- Colias boothi
- Colias canadensis
- Colias caucasica
- Colias chippewa
- Colias chlorocoma
- Colias christina
- Colias christophi
- Colias chrysotheme
- Colias cocandica
- Colias croceus
- Colias dimera
- Colias diva
- Colias dubia
- Colias electo
- Colias elis
- Colias eogene
- Colias erate
- Colias erschoffi
- Colias eurytheme
- Colias euxanthe
- Colias felderi
- Colias fieldii
- Colias flaveola
- Colias gigantea
- Colias grumi
- Colias harfordii
- Colias hecla
- Colias heos
- Colias hofmannorum
- Colias hyale
- Colias hyperborea
- Colias interior
- Colias johanseni
- Colias krauthii
- Colias lada
- Colias ladakensis
- Colias leechi
- Colias lesbia
- Colias libanotica
- Colias marcopolo
- Colias meadii
- Colias montium
- Colias mukana
- Colias myrmidone
- Colias nastes
- Colias nebulosa
- Colias nina
- Colias occidentalis
- Colias palaeno
- Colias pelidne
- Colias phicomone
- Colias philodice
- Colias ponteni
- Colias pseudochristina
- Colias regia
- Colias romanovi
- Colias sagartia
- Colias sareptensis
- Colias scudderii
- Colias shahfuladi
- Colias sieversi
- Colias sifanica
- Colias staudingeri
- Colias stoliczkana
- Colias tamerlana
- Colias thisoa
- Colias thrasibulus
- Colias thula
- Colias tibetana
- Colias tyche
- Colias viluiensis
- Colias wiskotti

## Galería

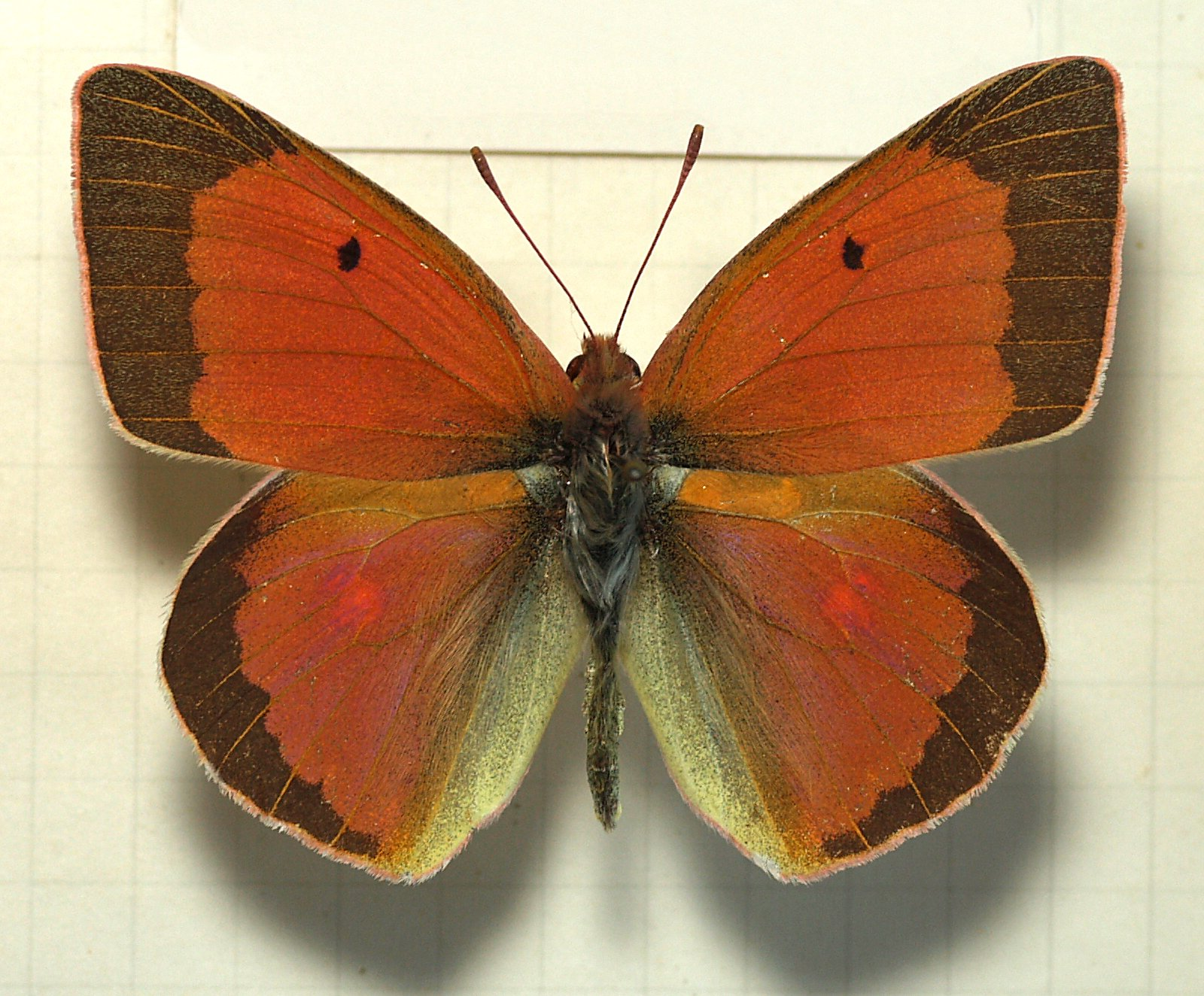
Colias aurorina heldreichi, ♂
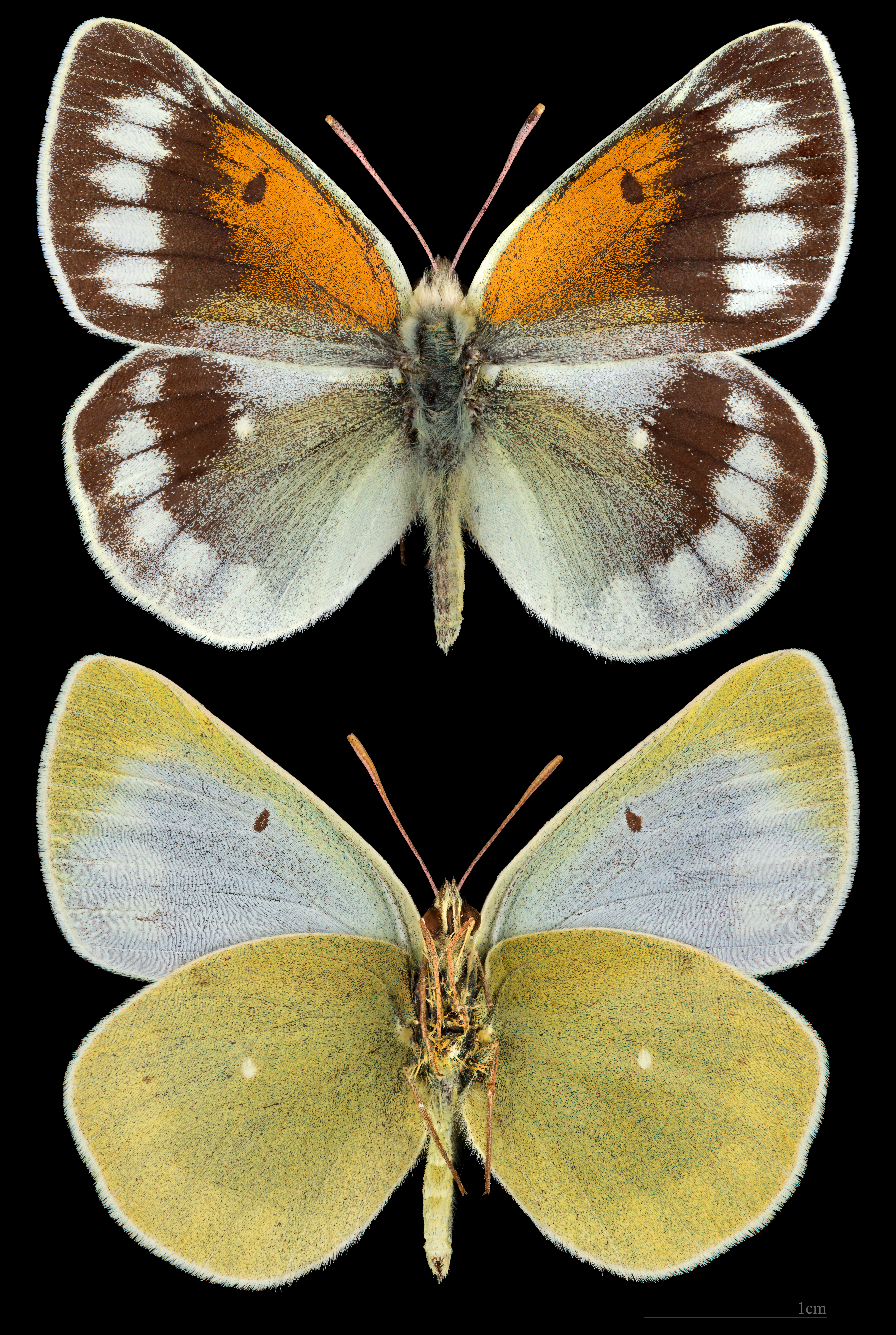
Colias christophi, ♂
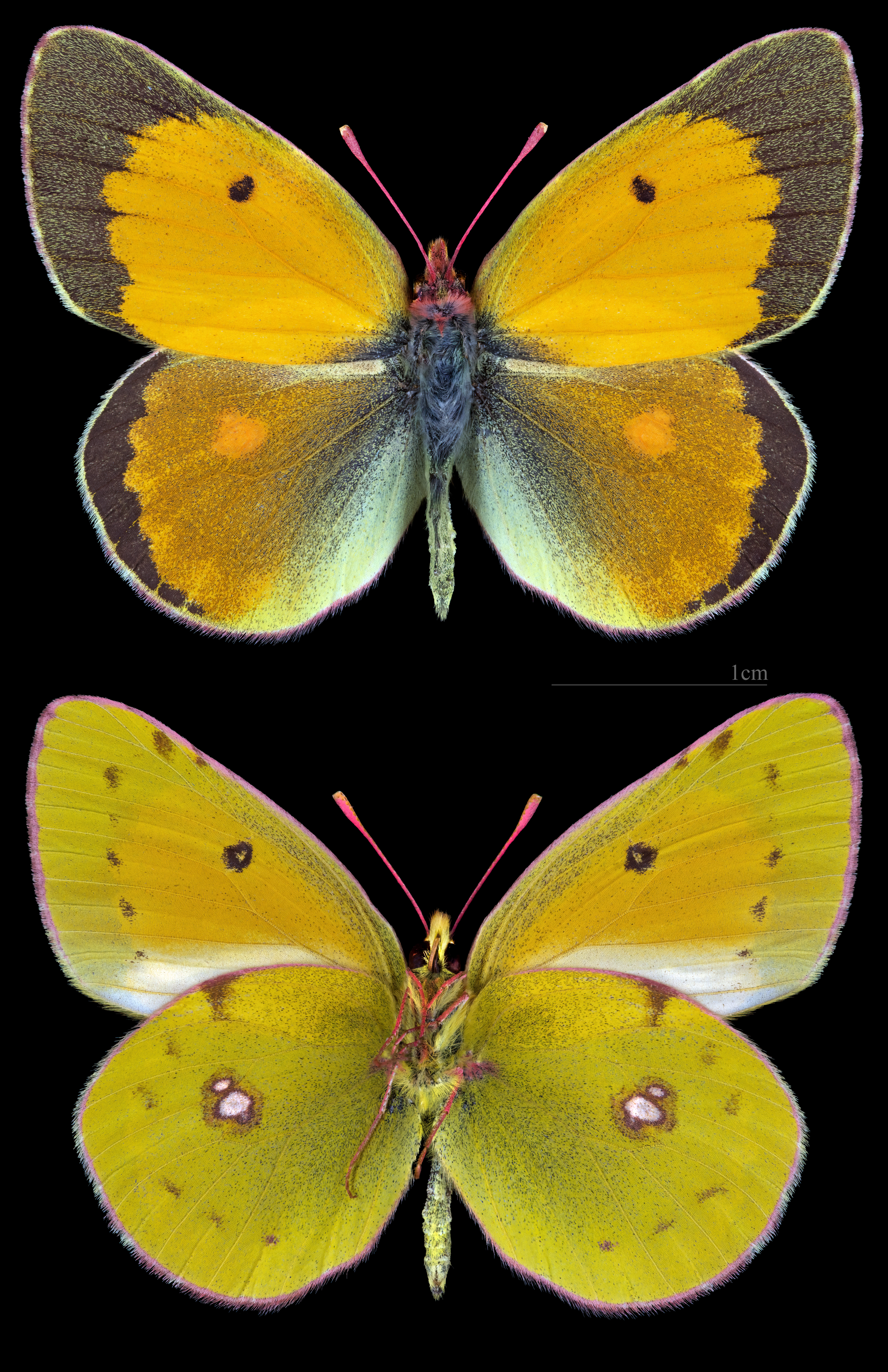
Colias myrmidone, ♂
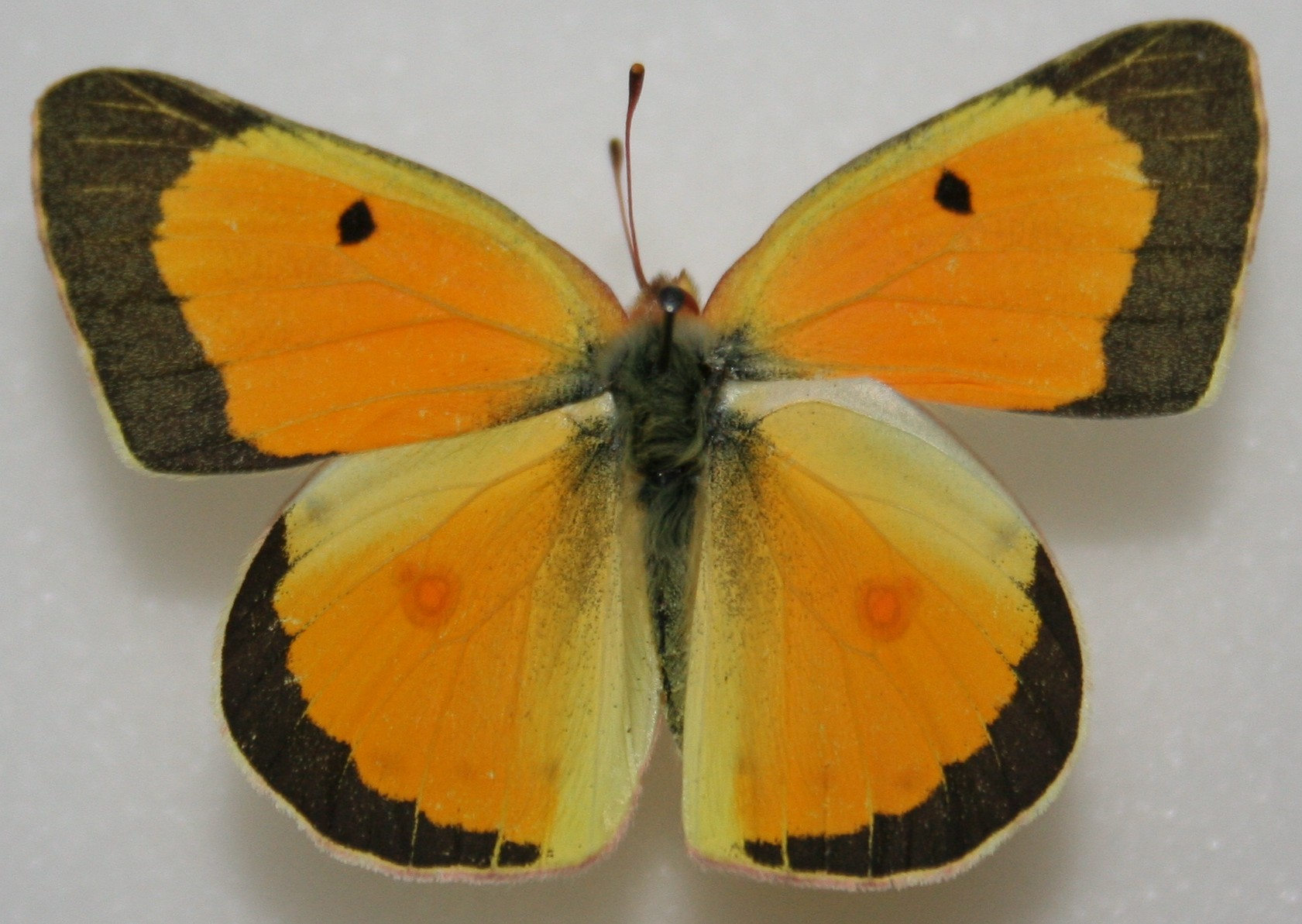
Colias eurytheme, ♂
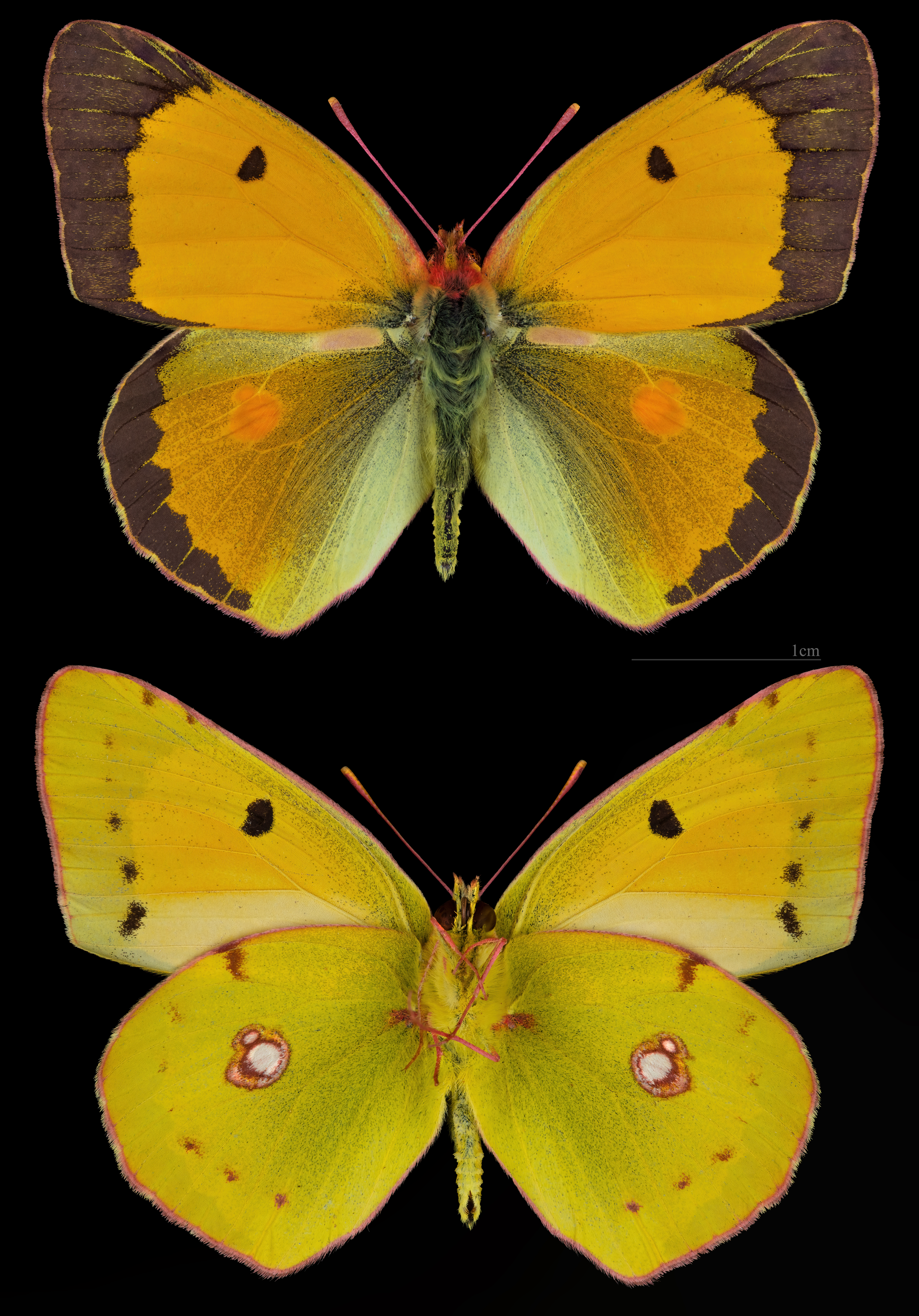
Colias croceus, ♂
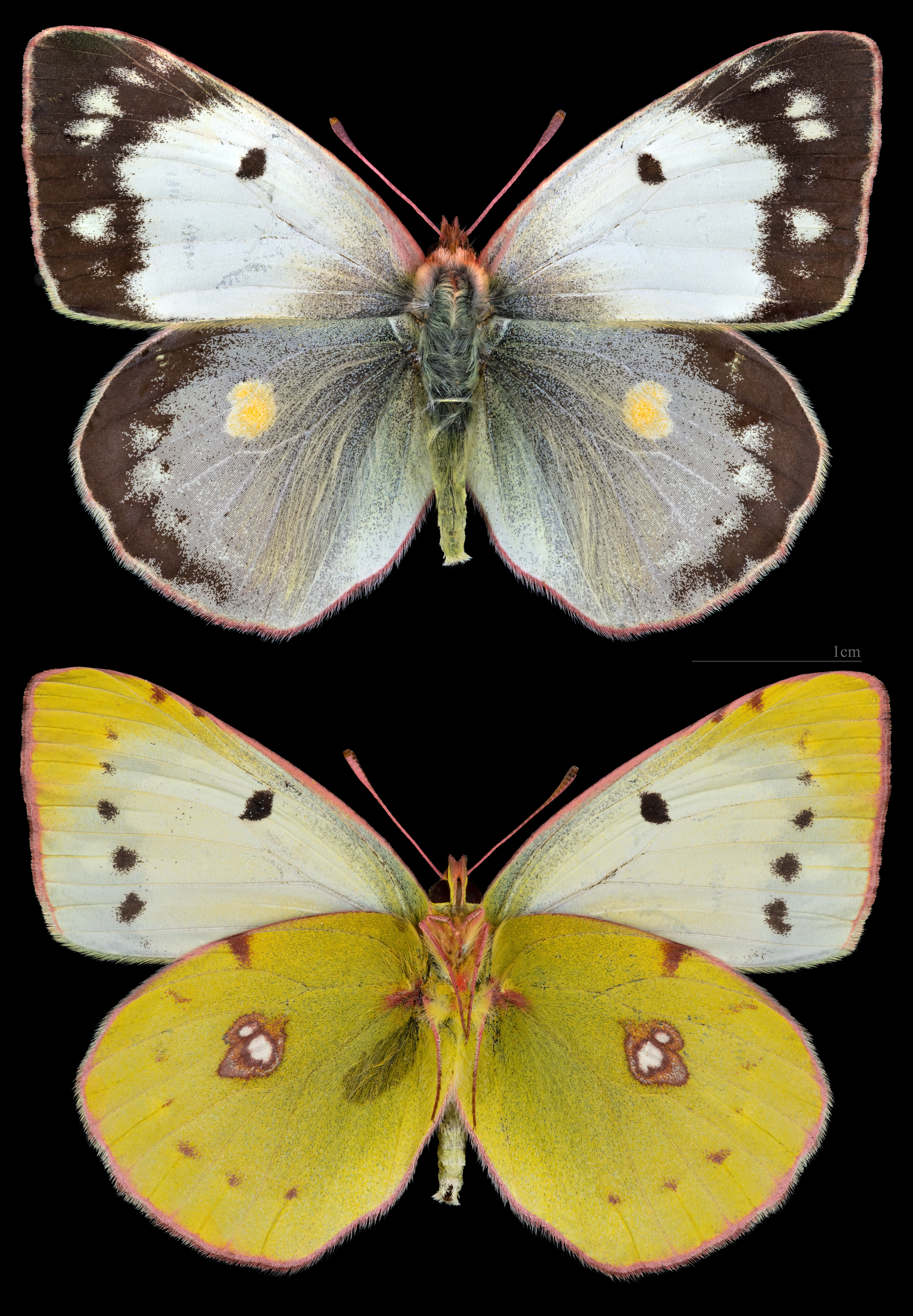
Colias croceus f.helice ♀
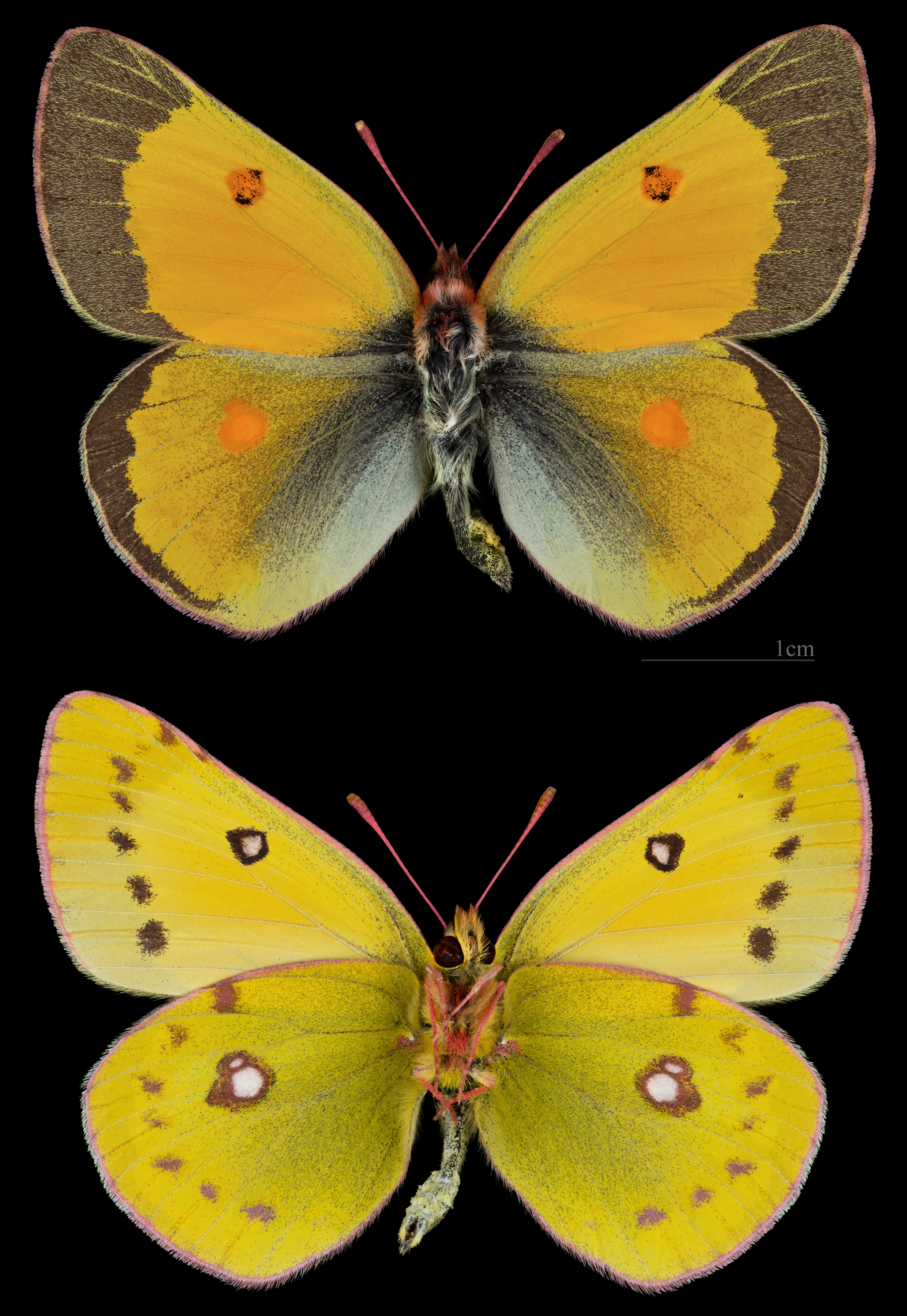
Colias chrysotheme ♂
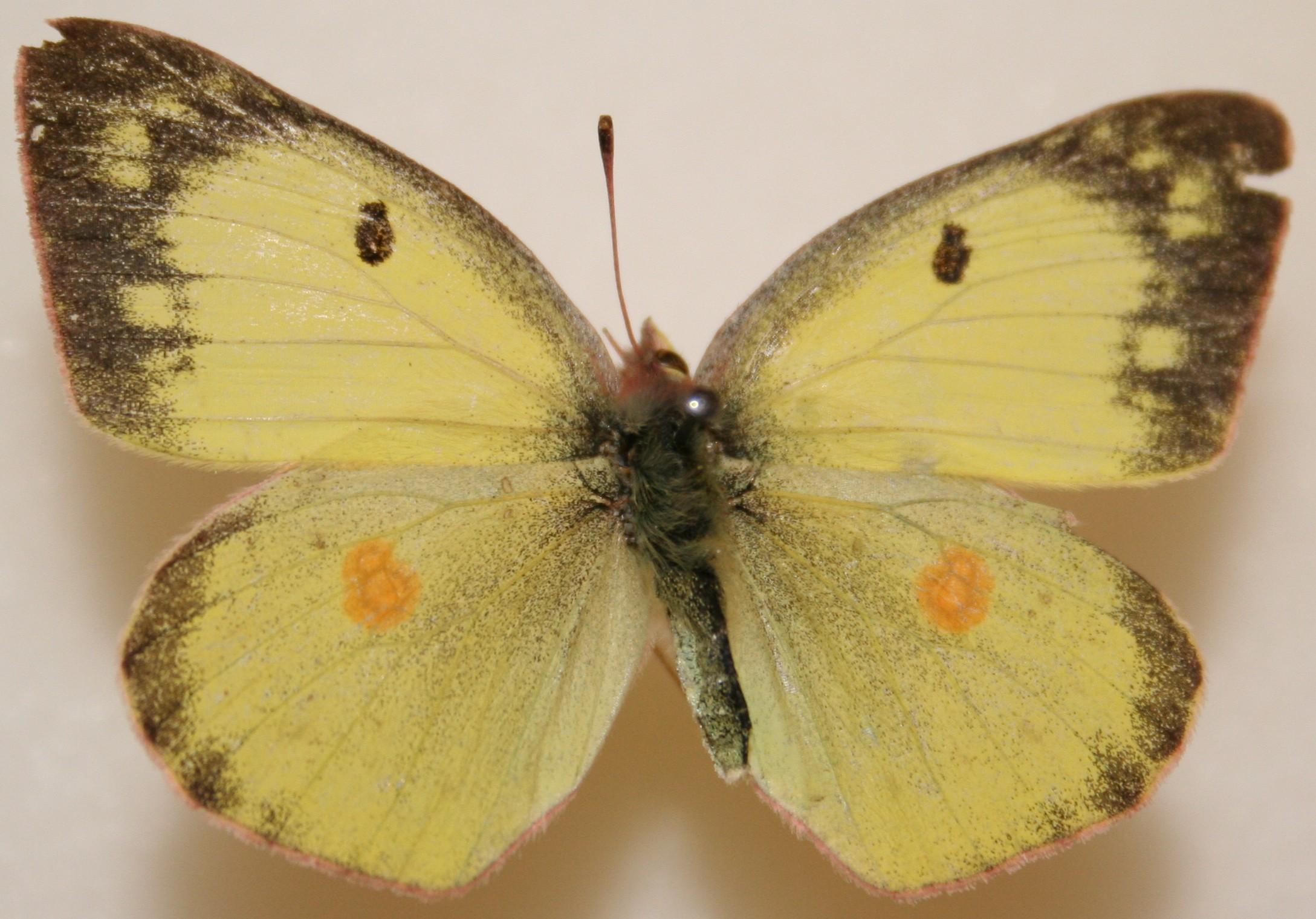
Colias philodice ♀
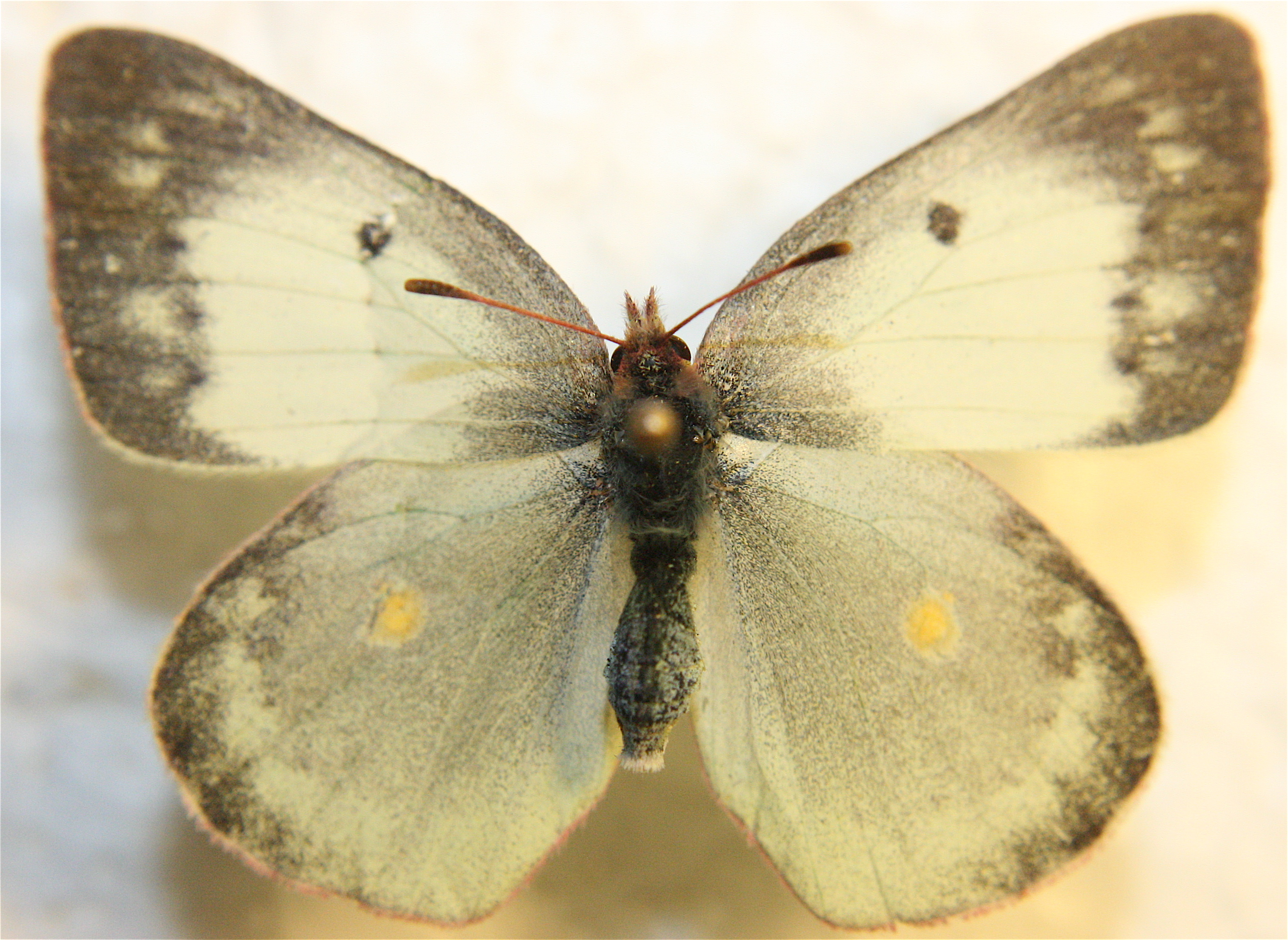
Colias philodice ♀ f.alba
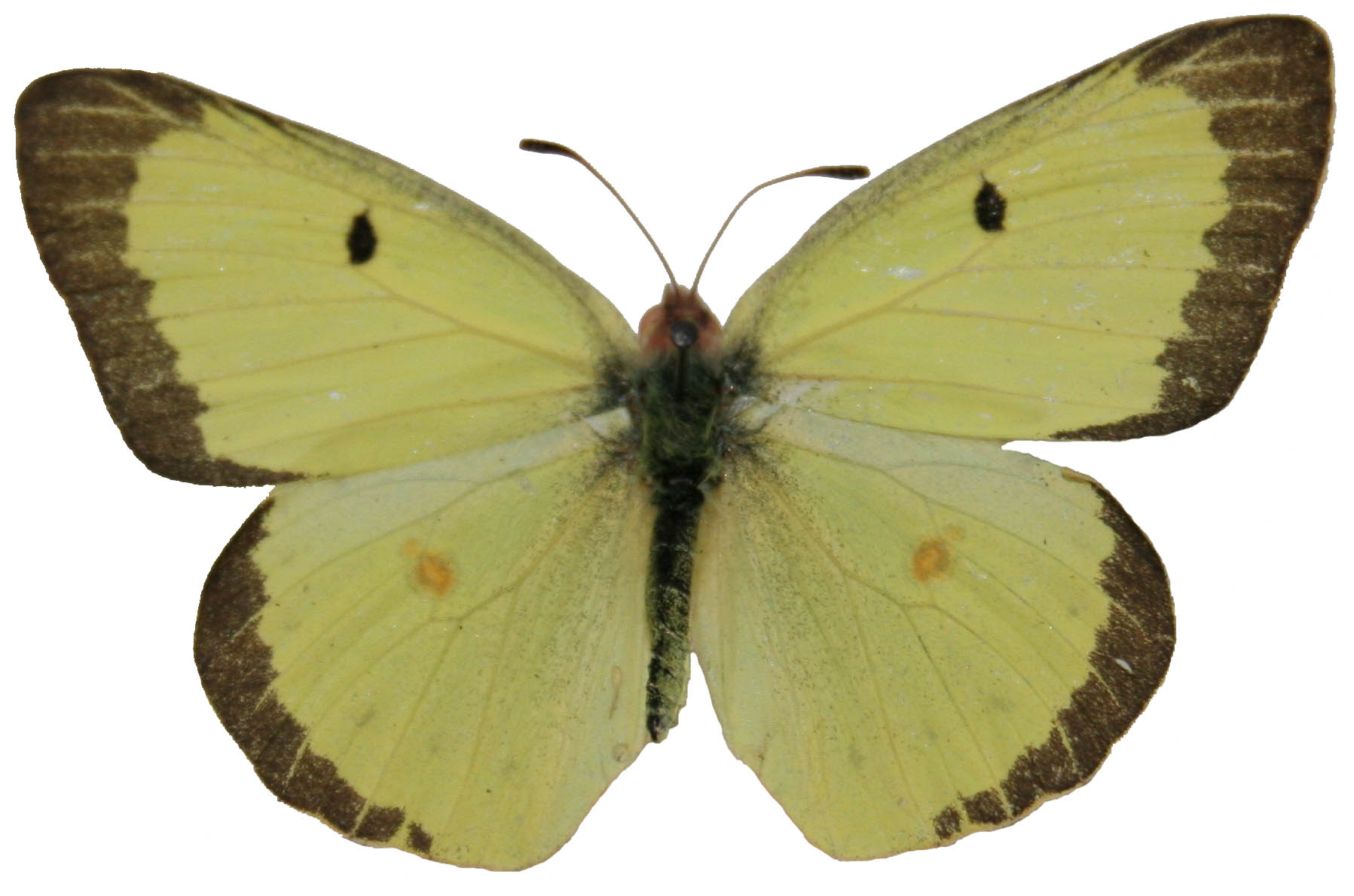
Colias philodice, ♂
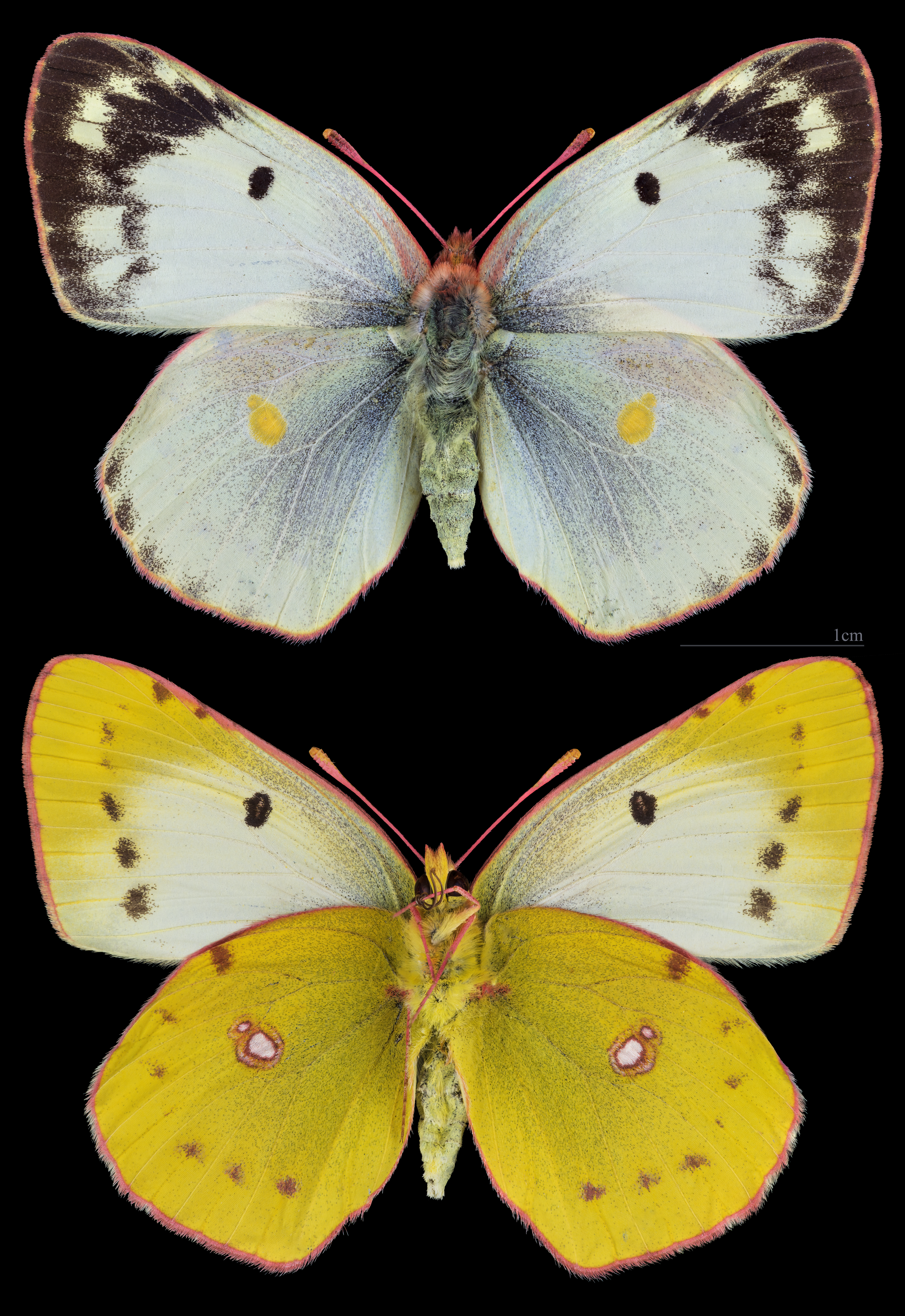
Colias alfacariensis, ♀
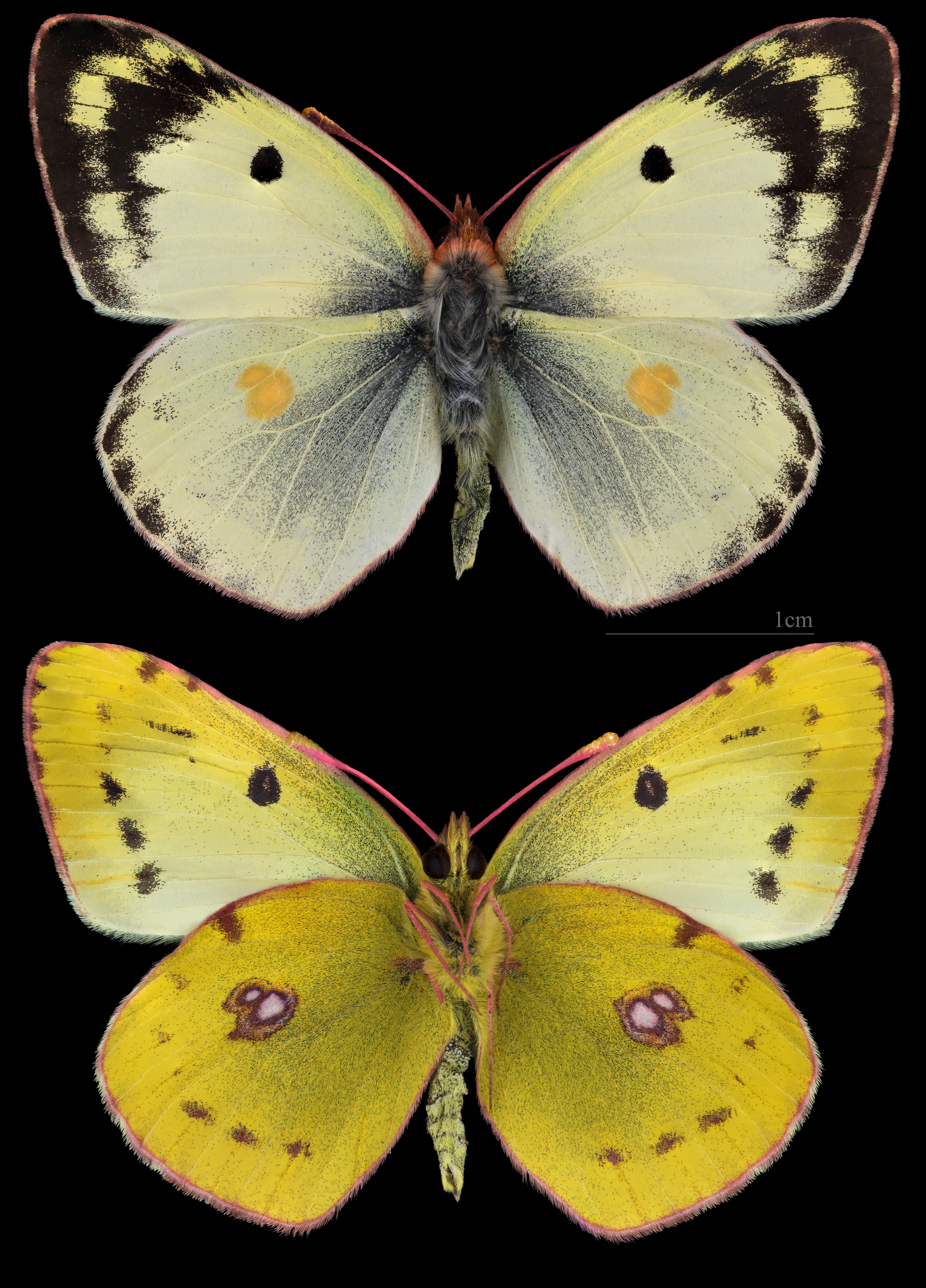
Colias hyale, ♂
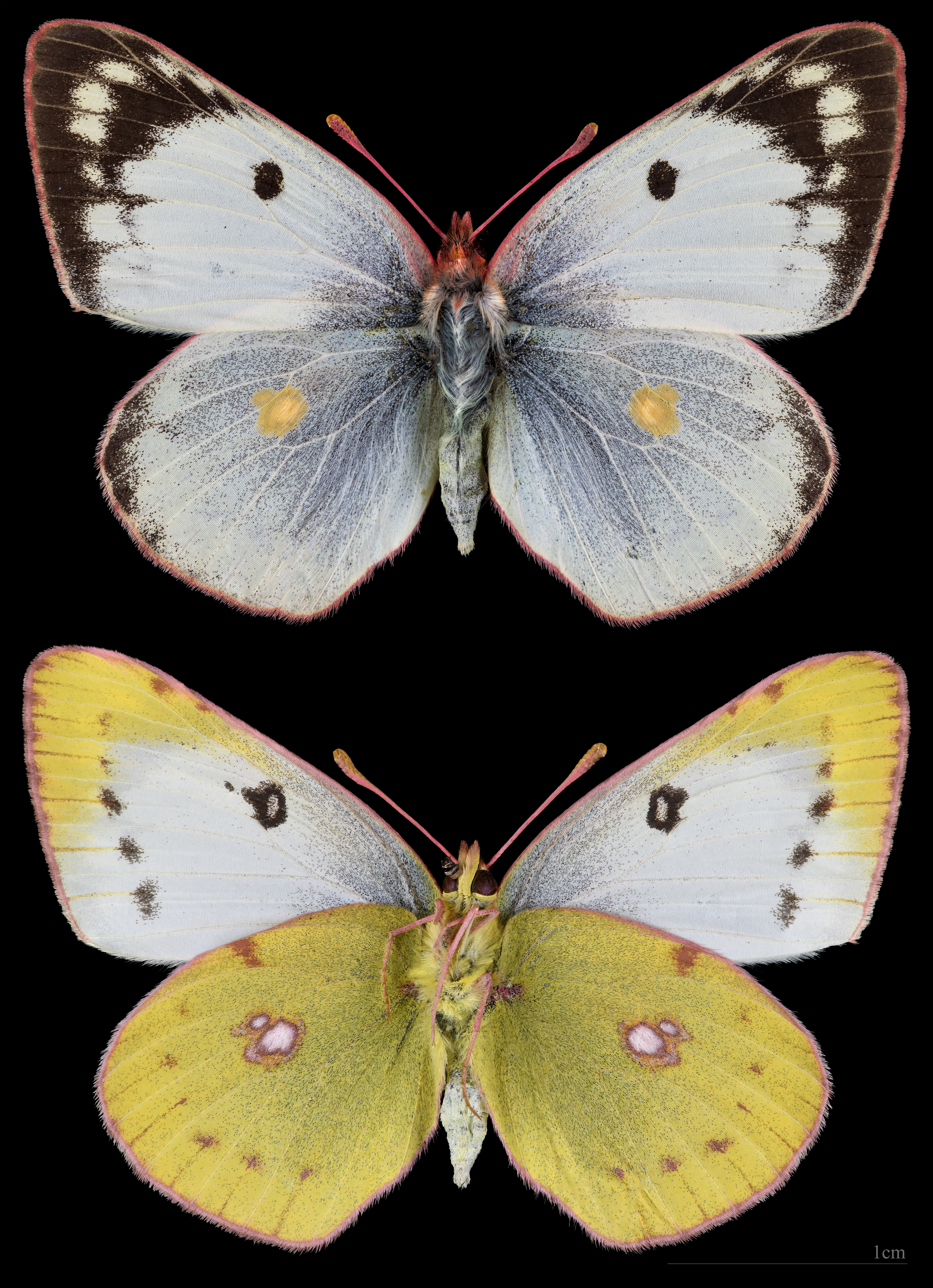
Colias hyale, ♀
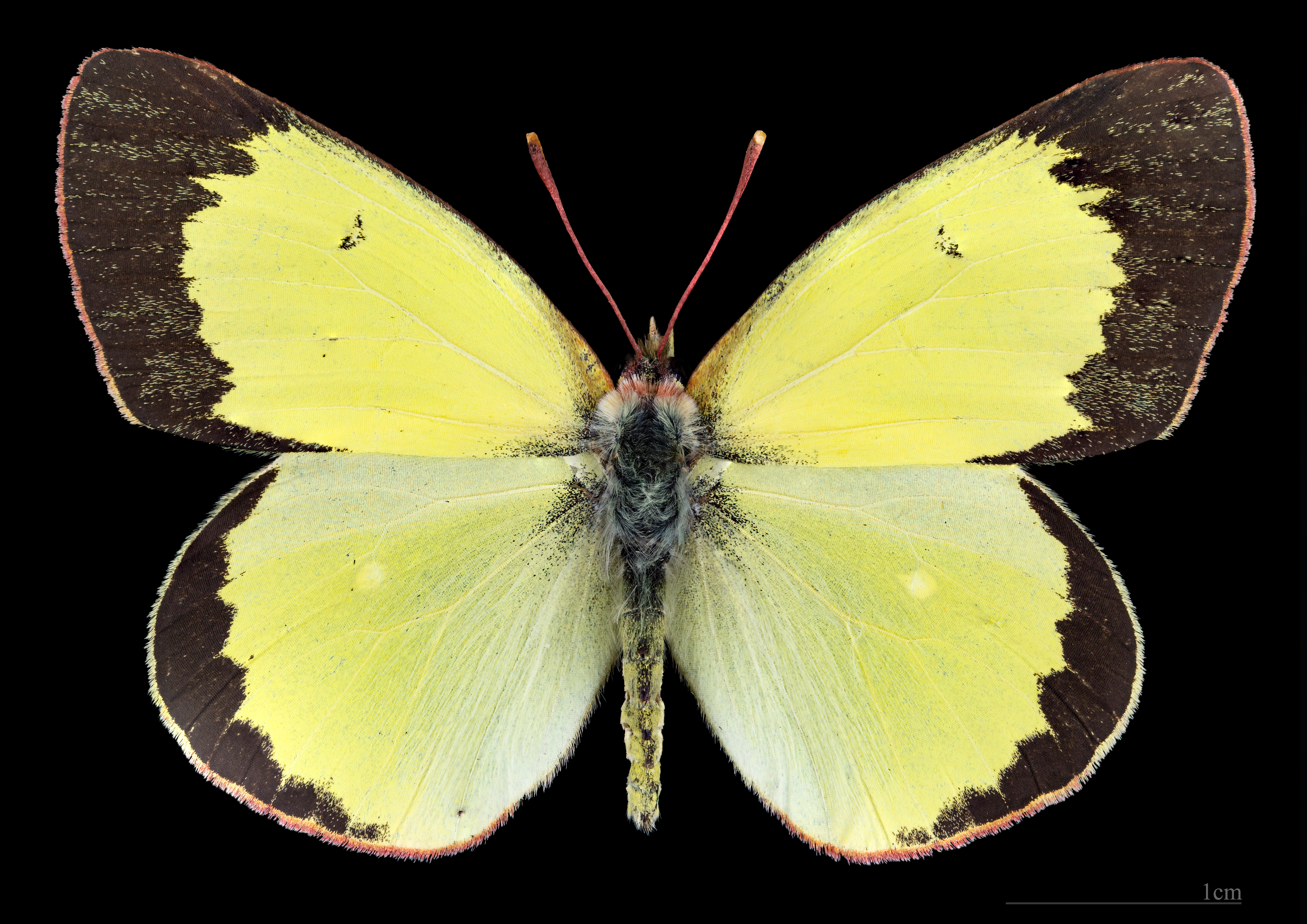
Colias palaeno, ♂
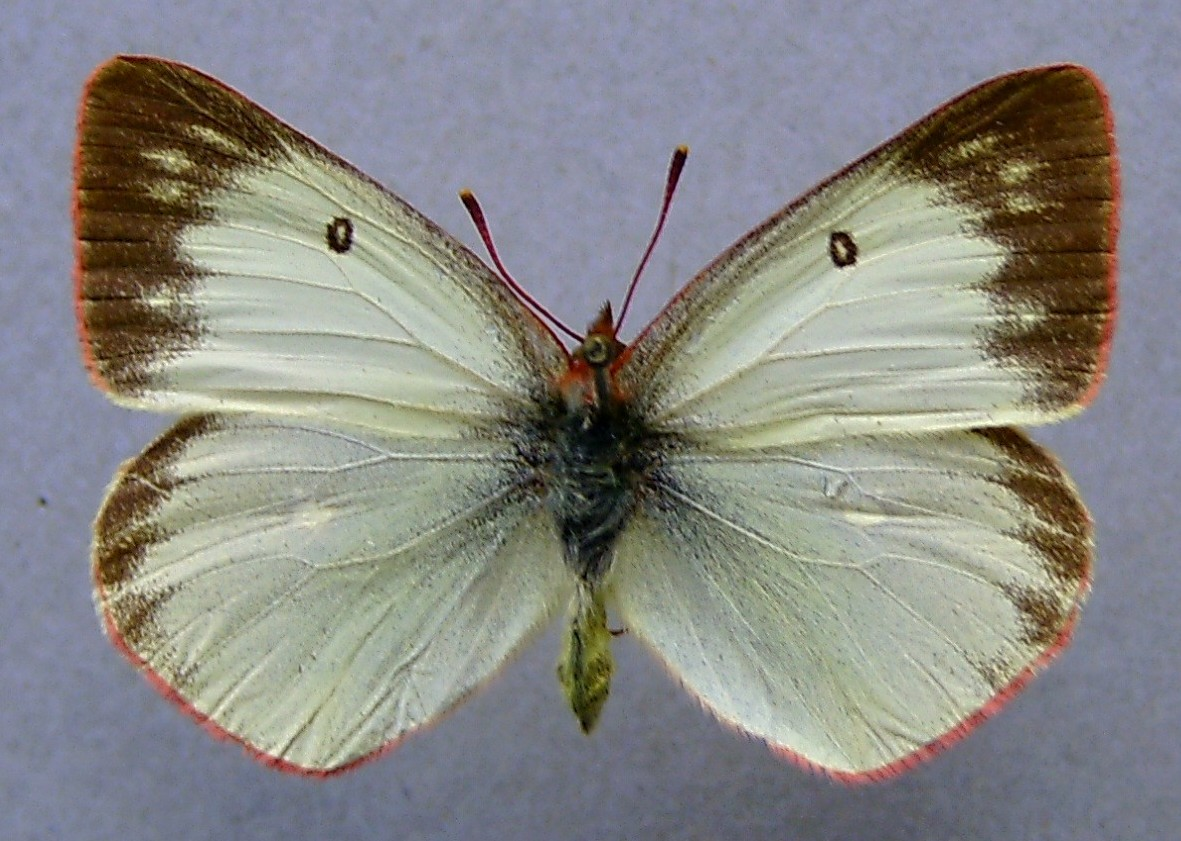
Colias palaeno, ♀
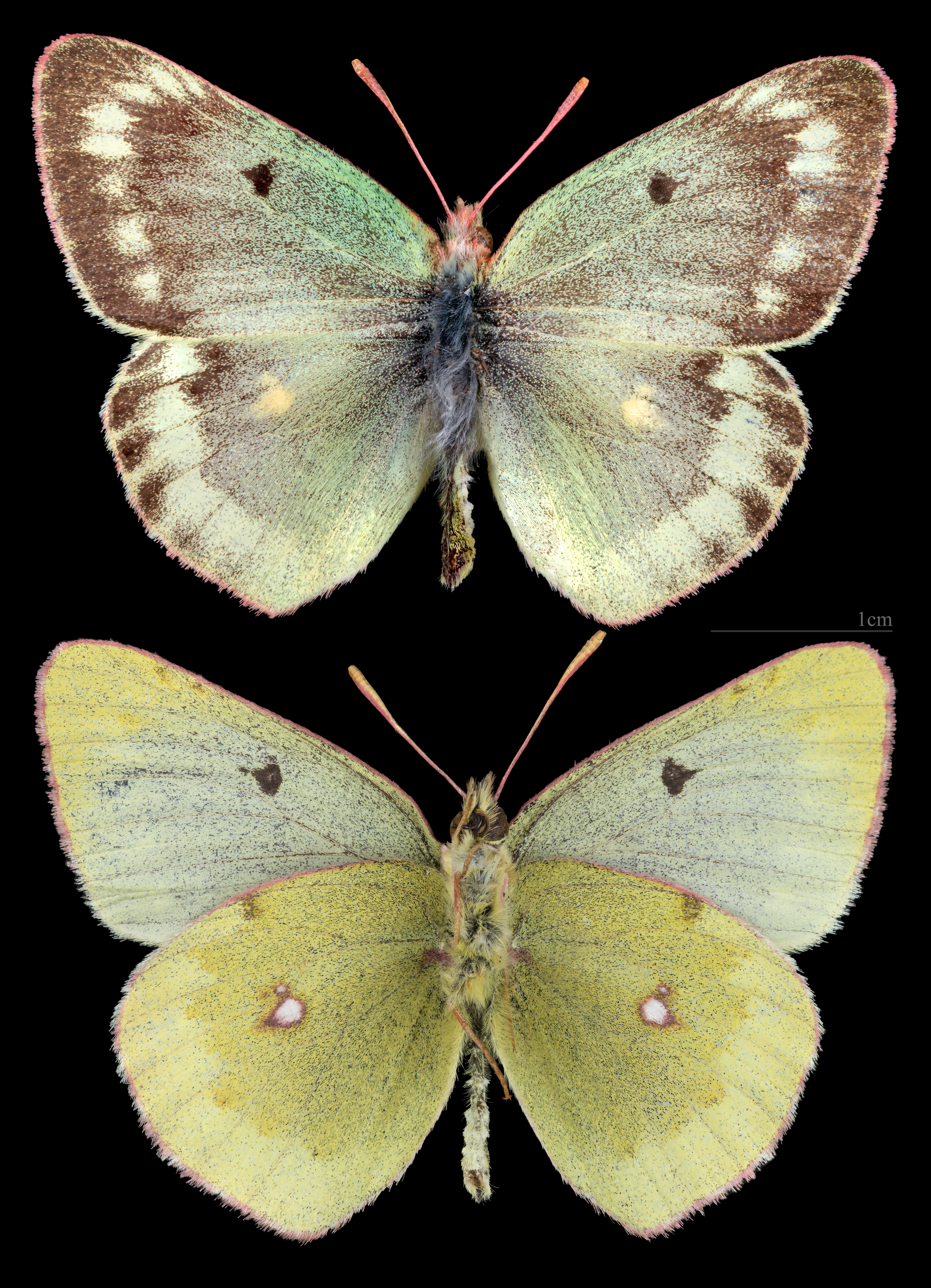
Colias phicomone, ♂